# Joseph Johann von Littrow
Joseph Johann von Littrow (Horšovský Týn (en alemán, Bischofteinitz), 13 de marzo de 1781 – Viena, 30 de noviembre de 1840) fue un astrónomo austriaco. Director del Observatorio de Viena, ideó el único sistema de proyección cartográfica retroazimutal conforme, conocido como proyección Littrow. 

## Semblanza
Littrow fue nombrado director del Observatorio de Viena en 1819, cargo que desempeñó hasta su muerte en 1840. En 1837 accedió a la nobleza con el título Joseph Johann Edler von Littrow.
Era padre de Karl Ludwig Edler von Littrow y mentor del matemático Nikolai Brashman. Durante un tiempo estuvo trabajando en Rusia, donde nació su hijo, que años después ocuparía su puesto en el Observatorio de Viena.
Von Littrow es a menudo asociado con la propuesta de construir un gran canal circular en el desierto del Sáhara para llenarlo de queroseno en llamas, que serviría de señal de vida inteligente en la Tierra a civilizaciones alienígenas que pudieran observarla desde el espacio. Sin embargo, la relación de Von Littrow con esta idea puede ser apócrifa.

## Eponimia
- La proyección Littrow, un sistema de proyección cartográfica, le debe su nombre.
- El cráter lunar Littrow lleva este nombre en su memoria.[3]

## Cronología
- 1799 Ingreso en la Universidad Carolina
- 1802 Graduado en jurisprudencia y teología
- 1803 Tutor privado del conde J. Renard en Silesia
- 1807 Nombrado profesor de astronomía en la Universidad de Cracovia
- 1810 Fundación del observatorio de la Universidad de Kazan
- 1816 Codirector del observatorio de Ofen (Buda)
- 1819 Nombrado profesor de astronomía en la Universidad de Viena y después director del primer Observatorio Universitario de Viena, que reorganizó por completo